# Galatasaray Istanbul/Saison 1997/98
Die Saison 1997/98 von Galatasaray Istanbul war die 90. Saison in der Vereinsgeschichte und die 40. Saison in der türkischen Liga, der 1. Lig. Der Klub beendete die Saison auf dem 1. Platz und wurde zum 12 Mal türkischer Meister. Im Finale der Türkiye Kupası verlor Galatasaray Istanbul gegen Beşiktaş Istanbul. In der UEFA Champions League schieden die Gelb-Roten in der Gruppenphase aus.

## Personalien

### Kader
| Nat.       | Name             | Geburtsdatum  | im Verein seit | vorheriger Verein        |
| Torhüter   | Torhüter         | Torhüter      | Torhüter       | Torhüter                 |
| ---------- | ---------------- | ------------- | -------------- | ------------------------ |
| Turkei     | Mehmet Bölükbaşı | 24. Aug. 1978 | 1998           | Kayserispor              |
| Turkei     | Volkan Kilimci   | 16. Feb. 1972 | 1996           | Kocaelispor              |
| Abwehr     |                  |               |                |                          |
| Turkei     | Fatih Akyel      | 26. Dez. 1977 | 1997           | Bakırköyspor             |
| Rumänien   | Iulian Filipescu | 29. März 1974 | 1996           | FCSB Bukarest            |
| Turkei     | Adnan İlgin      | 3. Aug. 1973  | 1997           | Adıyamanspor             |
| Turkei     | Vedat İnceefe    | 1. Apr. 1974  | 1996           | Karabükspor              |
| Turkei     | Bülent Korkmaz   | 24. Nov. 1968 | 1987           | eigene Jugend            |
| Turkei     | Feti Okuroğlu    | 5. Aug. 1971  | 1994           | Bursaspor                |
| Turkei     | Ergün Penbe      | 17. Mai 1972  | 1993           | Gençlerbirliği Ankara    |
| Rumänien   | Gheorghe Popescu | 9. Okt. 1967  | 1997           | FC Barcelona             |
| Turkei     | Hakan Ünsal      | 14. Mai 1973  | 1994           | Kardemir Karabükspor     |
| Mittelfeld |                  |               |                |                          |
| Turkei     | Emre Belözoğlu   | 7. Sep. 1980  | 1997           | eigene Jugend            |
| Turkei     | Okan Buruk       | 19. Okt. 1973 | 1991           | eigene Jugend            |
| Turkei     | Osman Coşkun     | 11. Jan. 1972 | 1997           | Gençlerbirliği Ankara    |
| Turkei     | Ümit Davala      | 30. Juli 1973 | 1996           | İstanbulspor             |
| Turkei     | Mehmet Gönülaçar | 3. März 1972  | 1997           | Gaziantepspor            |
| Rumänien   | Gheorghe Hagi    | 5. Feb. 1965  | 1996           | FC Barcelona             |
| Turkei     | Suat Kaya        | 26. Aug. 1967 | 1992           | Konyaspor                |
| Turkei     | Tugay Kerimoğlu  | 24. Aug. 1970 | 1987           | eigene Jugend            |
| Angriff    |                  |               |                |                          |
| Turkei     | Arif Erdem       | 2. Jan. 1972  | 1991           | Zeytinburnuspor U21      |
| Rumänien   | Ion Ionuț Luțu   | 3. Aug. 1975  | 1998           | FC Universitatea Craiova |
| Turkei     | Hakan Şükür      | 1. Sep. 1971  | 1992           | Bursaspor                |

#### Transfers
| Zugänge | Abgänge |
| --- | --- |
| Sommer 1997 - Fatih Akyel (Bakırköyspor) - Osman Çoşkun (Gençlerbirliği Ankara) - Tarık Eroğlu (Manisaspor) - Mehmet Gönülaçar (Gaziantepspor) - Adnan İlgin (Adıyamanspor) - Murat Özünal (Manisaspor) - Gheorghe Popescu (FC Barcelona) Winter 1997/98 - Mehmet Bölükbaşı (Akçaabat Sebatspor) - Ion Ionuț Luțu (FC Universitatea Craiova) a. | Sommer 1997 - Cihat Arslan (Gaziantepspor) - Atilla Çebi (Erzurumspor) - Fatih Çerçi (Bakırköyspor) a. - Ersan Doğu (FC Oberneuland) - Mehmet Duymazer (Gaziantepspor) - Ceyhun Eriş (Göztepe Izmir) a. - Tarık Eroğlu (Bakırköyspor) a. - Bekir Gür (Dardanelspor) - İlyas Kahraman (Gaziantepspor) - Mert Korkmaz (Kocaelispor) - Alp Küçükvardar (Gaziantepspor) - Murat Özünal (Bakırköyspor) a. - İsmail Göksel Şenyüz (Sakaryaspor) a. - Rasim Suksur (Altay Izmir) Winter 1997/98 - Hayrettin Demirbaş (Zeytinburnuspor) - Pierre Esser (Vertragsauflösung) - Adrian Ilie (FC Valencia) - Ufuk Talay (Kardemir Karabükspor) a. |

## Spielkleidung
| Heim | Auswärts |

- Ausrüster: Adidas
- Trikotsponsor: Bank Ekspres

## Saison
Alle Ergebnisse aus Sicht von Galatasaray Istanbul.
Die Tabelle listet alle 1.-Lig-Spiele des Vereins der Saison 1997/98 auf. Siege sind grün, Unentschieden gelb und Niederlagen rot markiert.

### 1. Lig
| ST | Datum              | Gegner                | Ort                              | Ergebnis  | Tor(e) für Galatasaray Istanbul                                                                                    | Karte(n) für Galatasaray Istanbul                                                  |
| -- | ------------------ | --------------------- | -------------------------------- | --------- | --- | ---------------------------------------------------------------------------------- |
| 01 | 1. August 1997     | MKE Ankaragücü        | 19 Mayıs Stadı, Ankara           | 0:0       | keine | keine                                                                              |
| 02 | 9. August 1997     | Bursaspor             | Ali Sami Yen Stadyumu, Istanbul  | 4:0 (2:0) | 1:0 Ilie (23.), 2:0 Ilie (38.), 3:0 Şükür (73.), 4:0 Ilie (89.)                                                    | keine                                                                              |
| 03 | 24. August 1997    | Kocaelispor           | İsmetpaşa Stadyumu, İzmit        | 1:1 (0:0) | 1:1 Filipescu (73.)                                                                                                | Korkmaz (86.)                                                                      |
| 04 | 31. August 1997    | Vanspor               | Ali Sami Yen Stadyumu, Istanbul  | 6:2 (4:0) | 1:0 Akyel (3.), 2:0 Şükür (13.), 3:0 Şükür (21.), 4:0 Ilie (37.), 5:0 Ilie (49.), 6:1 Erdem (83.)                  | Filipescu (16.), Popescu (89.)                                                     |
| 05 | 5. September 1997  | Fenerbahçe Istanbul   | Fenerbahçe Stadı, Istanbul       | 1:3 (0:1) | 1:1 Kerimoğlu (60.)                                                                                                | Korkmaz (29.), Kaya (84.)                                                          |
| 06 | 14. September 1997 | Antalyaspor           | Ali Sami Yen Stadyumu, Istanbul  | 2:1 (0:0) | 1:1 Korkmaz (52.), 2:1 Erdem (58.)                                                                                 | Kerimoğlu (30.), Ilie (59.)                                                        |
| 07 | 21. September 1997 | Beşiktaş Istanbul     | İnönü Stadı, Istanbul            | 1:2 (0:1) | 1:2 Şükür (78.) | Kerimoğlu (17.), Davala (22.), İnceefe (82.)                                       |
| 08 | 27. September 1997 | Şekerspor             | Ali Sami Yen Stadyumu, Istanbul  | 4:1 (2:0) | 1:0 Popescu (27.), 2:0 Akyel (43.), 3:0 Hagi (79.), 4:1 Buruk (87.)                                                | Popescu (46.)                                                                      |
| 09 | 5. Oktober 1997    | Gençlerbirliği Ankara | 19 Mayıs Stadı, Ankara           | 2:3 (1:2) | 1:0 Şükür (26.), 2:2 Şükür (53.)                                                                                   | Ünsal (54.), Buruk (65.)                                                           |
| 10 | 18. Oktober 1997   | Gaziantepspor         | Ali Sami Yen Stadyumu, Istanbul  | 1:0 (1:0) | 1:0 Hagi (30.) | Akyel (40.), Ilie (41.), Hagi (85.)                                                |
| 11 | 1. November 1997   | Samsunspor            | 19 Mayıs Stadı, Samsun           | 2:0 (1:0) | 1:0 Şükür (15.), 2:0 Ilie (55.)                                                                                    | Şükür (26.), Hagi (62.), Akyel (82.)                                               |
| 12 | 8. November 1997   | Trabzonspor           | Ali Sami Yen Stadyumu, Istanbul  | 2:2 (0:1) | 1:2 Ünsal (72.), 2:2 Çoşkun (78.)                                                                                  | Kerimoğlu (11.), Popescu (89.)                                                     |
| 13 | 16. November 1997  | Altay Izmir           | Atatürk Stadı, Izmir             | 5:4 (2:0) | 1:0 Şükür (15.), 2:0 Erdem (25.), 3:0 Şükür (48. Foulelfmeter), 4:1 Şükür (50.) 5:3 Şükür (70.)                    | Korkmaz (7.), Erdem (76.)                                                          |
| 14 | 23. November 1997  | Dardanelspor          | Ali Sami Yen Stadyumu, Istanbul  | 1:0 (0:0) | 1:0 Hagi (68.) | Filipescu (50.), Hagi (73.)                                                        |
| 15 | 6. Dezember 1997   | Kayserispor           | 5 Ocak Stadı, Adana              | 2:1 (2:0) | 1:0 Davala (18.), 2:0 Şükür (43.)                                                                                  | Kilimci (75.)                                                                      |
| 16 | 13. Dezember 1997  | İstanbulspor          | İnönü Stadı, Istanbul            | 1:2 (1:0) | 1:0 Buruk (44.) | Buruk (16.), Erdem (70.)                                                           |
| 17 | 21. Dezember 1997  | Karabükspor           | Ali Sami Yen Stadyumu, Istanbul  | 3:0 (1:0) | 1:0 Şükür (19.), 2:0 Şükür (78.), 3:0 Şükür (85.)                                                                  | Penbe (64.)                                                                        |
| 18 | 18. Januar 1998    | MKE Ankaragücü        | Ali Sami Yen Stadyumu, Istanbul  | 2:1 (1:1) | 1:0 Şükür (38.), 2:1 Kaya (63.)                                                                                    | Kerimoğlu (71.)                                                                    |
| 19 | 25. Januar 1998    | Bursaspor             | Atatürk Stadı, Bursa             | 2:3 (1:1) | 1:1 Şükür (42.), 2:2 Davala (81.)                                                                                  | Kerimoğlu (55.), Kaya (67.), Hagi (89.)                                            |
| 20 | 1. Februar 1998    | Kocaelispor           | Ali Sami Yen Stadyumu, Istanbul  | 2:0 (0:0) | 1:0 Şükür (77.), 2:0 Davala (81.)                                                                                  | Akyel (23.), Davala (64.), Şükür (77.), Belözoğlu (88.), Kaya (60.)                |
| 21 | 7. Februar 1998    | Vanspor               | Vali Mahmut Yılbaş Stadı, Van    | 3:0 (2:0) | 1:0 Erdem (4.), 2:0 Popescu (38.), 3:0 Erdem (75.)                                                                 | Kerimoğlu (60.), İnceefe (82.)                                                     |
| 22 | 15. Februar 1998   | Fenerbahçe Istanbul   | Ali Sami Yen Stadyumu, Istanbul  | 2:2 (1:1) | 1:0 Hagi (42. Foulelfmeter), 2:1 Ünsal (52.)                                                                       | Ünsal (44.)                                                                        |
| 23 | 22. Februar 1998   | Antalyaspor           | Atatürk Stadı, Antalya           | 3:1 (2:1) | 1:1 Şükür (40.), 2:1 Hagi (44.), 3:1 Şükür (70.)                                                                   | keine                                                                              |
| 24 | 1. März 1998       | Beşiktaş Istanbul     | Ali Sami Yen Stadyumu, Istanbul  | 3:2 (1:1) | 1:0 Hagi (32.), 2:1 Ünsal (47.), 3:2 Belözoğlu (79.)                                                               | Filipescu (50.)                                                                    |
| 25 | 7. März 1998       | Şekerspor             | 19 Mayıs Stadı, Ankara           | 4:2 (1:2) | 1:1 Kerimoğlu (24.), 2:2 Akyel (62.), 3:2 Şükür (66.), 4:2 Belözoğlu (83.)                                         | Bölükbaşı (41.), Kerimoğlu (65.)                                                   |
| 26 | 15. März 1998      | Gençlerbirliği Ankara | Ali Sami Yen Stadyumu, Istanbul  | 3:1 (1:0) | 1:0 Şükür (45.), 2:0 Erdem (63.), 3:0 Şükür (69.)                                                                  | Erdem (7.), Korkmaz (30.), Kaya (71.)                                              |
| 27 | 21. März 1998      | Gaziantepspor         | Kamil Ocak Stadı, Gaziantep      | 1:1 (0:0) | 1:0 Şükür (54.) | Buruk (54.), Akyel (80.)                                                           |
| 28 | 29. März 1998      | Samsunspor            | Ali Sami Yen Stadyumu, Istanbul  | 2:1 (1:0) | 1:0 Erdem (13.), 2:0 Kaya (48.)                                                                                    | Filipescu (60.)                                                                    |
| 29 | 4. April 1998      | Trabzonspor           | Hüseyin Avni Aker Stadı, Trabzon | 1:1 (1:1) | 1:0 Buruk (32.) | Korkmaz (12.), Kerimoğlu (33.), Şükür (34.), Erdem (34.), Buruk (35.), Ünsal (86.) |
| 30 | 12. April 1998     | Altay Izmir           | Ali Sami Yen Stadyumu, Istanbul  | 6:1 (2:0) | 1:0 Hagi (34.), 2:0 Şükür (41.), 3:0 Arayıcı (48. Eigentor), 4:1 Şükür (65.), 5:1 Şükür (85.), 6:1 Gönülaçar (89.) | keine                                                                              |
| 31 | 18. April 1998     | Dardanelspor          | 18 Mart Stadı, Çanakkale         | 2:1 (1:1) | 1:1 Hagi (41.), 2:1 Şükür (81.)                                                                                    | Erdem (1.), Hagi (70.)                                                             |
| 32 | 26. April 1998     | Kayserispor           | Ali Sami Yen Stadyumu, Istanbul  | 5:1 (1:0) | 1:0 Şükür (21.), 2:0 Akyel (59.), 3:1 Penbe (63.), 4:1 Buruk (68.), 5:1 Doğan (89. Eigentor)                       | keine                                                                              |
| 33 | 3. Mai 1998        | İstanbulspor          | Ali Sami Yen Stadyumu, Istanbul  | 4:1 (0:1) | 1:1 Buruk (55.), 2:1 Şükür (60.), 3:1 Erdem (72.), 4:1 Şükür (78.)                                                 | Kerimoğlu (25.), Popescu (30.), Okuroğlu (89.)                                     |
| 34 | 9. Mai 1998        | Karabükspor           | Atatürk Stadı, Izmir             | 3:2 (1:1) | 1:1 Şükür (29.), 2:1 Akyel (61.), 3:1 Erdem (64.)                                                                  | Gönülaçar (76.)                                                                    |

### Türkiye Kupası
| Runde                   | Datum             | Gegner        | Ort                              | Ergebnis  | Tor(e) für Galatasaray Istanbul                                                  | Karte(n) für Galatasaray Istanbul                                |
| ----------------------- | ----------------- | ------------- | -------------------------------- | --------- | -------------------------------------------------------------------------------- | ---------------------------------------------------------------- |
| Achtelfinale-Hinspiel   | 3. Dezember 1997  | Vanspor       | Ali Sami Yen Stadyumu, Istanbul  | 2:1 (0:1) | 1:1 Gönülaçar (83.), 2:1 Şükür (87.)                                             | Filipescu (35.), Buruk (44.), Kerimoğlu (68.)                    |
| Achtelfinale-Rückspiel  | 17. Dezember 1997 | Vanspor       | Vali Mahmut Yılbaş Stadı, Van    | 0:0       | keine                                                                            | Akyel (34.), Popescu (55.), Gönülaçar (90.)                      |
| Viertelfinale-Hinspiel  | 28. Januar 1998   | Gaziantepspor | Ali Sami Yen Stadyumu, Istanbul  | 2:0 (1:0) | 1:0 Kerimoğlu (35.), 2:0 Popescu (70.)                                           | Şükür (22.), Buruk (55.), Belözoğlu (88.)                        |
| Viertelfinale-Rückspiel | 11. Februar 1998  | Gaziantepspor | Kamil Ocak Stadı, Gaziantep      | 0:1 (0:1) | keine                                                                            | İnceefe (29.), Akyel (86.)                                       |
| Halbfinale-Hinspiel     | 25. Februar 1998  | Trabzonspor   | Hüseyin Avni Aker Stadı, Trabzon | 0:0       | keine                                                                            | Hagi (9.), Kerimoğlu (23.), Akyel (50.), Buruk (78.), Kaya (85.) |
| Halbfinale-Rückspiel    | 11. März 1998     | Trabzonspor   | Ali Sami Yen Stadyumu, Istanbul  | 4:2 (1:2) | 1:2 Popescu (38. Foulelfmeter), 2:2 Erdem (49.), 3:2 Şükür (61.), 4:2 Kaya (87.) | Ünsal (48.), Filipescu (48.), Kerimoğlu (50.), Lutu (75.)        |

#### Finale

##### Hinspiel
| Paarung              | Beşiktaş Istanbul – Galatasaray Istanbul |
| Ergebnis             | 1:1 (0:0) |
| Datum                | 25. März 1998 um 19:30 Uhr |
| Stadion              | Inönü Stadı, Istanbul |
| Schiedsrichter       | Orhan Erdemir (Istanbul) |
| Tore                 | 0:1 Okan Buruk (52. Şükür) 1:1 Ertuğrul Sağlam (85. Amokachi) |
| Beşiktaş Istanbul    | Fevzi Tuncay – Erkan Avseren, Ali Eren Beşerler (55. ), Slatko Jankow (75. ), Rahim Zafer – Mutlu Topçu, Tayfur Havutçu, Mehmet Özdilek – Daniel Amokachi, Ertuğrul Sağlam, Oktay Derelioğlu (70. ) Ersatzbank: Marijan Mrmić, Emre Eren (70. ), Recep Çetin, Yusuf Tokaç, Hikmet Çapanoğlu (55. ), Serdar Topraktepe, Nihat Kahveci (75. ) Cheftrainer: John Toshack ( Wales) |
| Galatasaray Istanbul | Mehmet Bölükbaşı – Iulian Filipescu, Bülent Korkmaz , Gheorghe Popescu, Fatih Akyel – Hakan Ünsal, Gheorghe Hagi (79. ), Suat Kaya, Okan Buruk, Ergün Penbe – Hakan Şükür, Arif Erdem (72. ) Ersatzbank: Volkan Kilimci, Feti Okuroğlu, Vedat İnceefe, Ergün Penbe (72. ), Osman Çoşkun, Emre Belözoğlu (79. ) Cheftrainer: Fatih Terim                                        |
| Gelbe Karten         | Ertuğrul Sağlam (24.) – Gheorghe Hagi (32.) |

##### Rückspiel
| Paarung              | Galatasaray Istanbul – Beşiktaş Istanbul |
| Ergebnis             | 1:1 n. V. (0:0), 2:4 i. E. |
| Datum                | 8. April 1998 um 18:00 Uhr |
| Stadion              | Ali Sami Yen Stadyumu, Istanbul |
| Schiedsrichter       | Erol Ersoy (Istanbul) |
| Tore                 | 0:1 Mehmet Özdilek (44.) 1:1 Arif Erdem (71.) Elfmeterschießen: Fevzi Tuncay hält gegen Gheorghe Hagi 0:1 Ertuğrul Sağlam 1:1 Gheorghe Popescu 1:2 Mehmet Özdilek Osman Coşkun schießt über das Tor 1:3 Daniel Amokachi 2:3 Arif Erdem 2:4 Tayfur Havutçu |
| Galatasaray Istanbul | Mehmet Bölükbaşı – Gheorghe Popescu, Fatih Akyel (46. ), Bülent Korkmaz, Hakan Ünsal (82. ) – Tugay Kerimoğlu, Gheorghe Hagi, Okan Buruk, Iulian Filipescu – Arif Erdem, Hakan Şükür Ersatzbank: Volkan Kilimci, Feti Okuroğlu, Vedat İnceefe, Ergün Penbe, Suat Kaya (46. , 108. ), Osman Çoşkun (82. ), Emre Belözoğlu (108. ) Cheftrainer: Fatih Terim    |
| Beşiktaş Istanbul    | Fevzi Tuncay – Erkan Avseren, Alpay Özalan, Slatko Jankow, Rahim Zafer – Yusuf Tokaç (62. ), Tayfur Havutçu, Mehmet Özdilek – Daniel Amokachi, Ertuğrul Sağlam, Oktay Derelioğlu (108. ) Ersatzbank: Hakan Çalışkan, Savaş Kaya, Recep Çetin, Mutlu Topçu (62. ), Hikmet Çapanoğlu (108. ), Serdar Topraktepe, Aydın Tuna Cheftrainer: John Toshack ( Wales) |
| Gelbe Karten         | Hakan Ünsal (67.), Gheorghe Hagi (88.), Gheorghe Popescu (95.) – Slatko Jankow (35.), Oktay Derelioğlu (67.), Tayfur Havutçu (89.), Alpay Özalan (105.) |

### UEFA Champions League
| Runde                            | Datum              | Gegner            | Ort                             | Ergebnis  | Tor(e) für Galatasaray Istanbul                                 | Karte(n) für Galatasaray Istanbul                                                     |
| -------------------------------- | ------------------ | ----------------- | ------------------------------- | --------- | --------------------------------------------------------------- | ------------------------------------------------------------------------------------- |
| 2. Qualifikationsrunde-Hinspiel  | 13. August 1997    | FC Sion           | Stade de Tourbillon, Sion       | 4:1 (2:1) | 1:0 Hagi (5.), 2:0 Erdem (9.), 3:1 Ilie (61.), 4:1 Kaya (86.)   | Erdem (22.), Ünsal (32.), Ilie (43.), Kaya (70.)                                      |
| 2. Qualifikationsrunde-Rückspiel | 27. August 1997    | FC Sion           | Ali Sami Yen Stadyumu, Istanbul | 4:1 (1:0) | 1:0 Ilie (41.), 2:0 Ilie (52.), 3:0 Ilie (56.), 4:0 Akyel (61.) | keine                                                                                 |
| Gruppenphase                     | 17. September 1997 | Borussia Dortmund | Ali Sami Yen Stadyumu, Istanbul | 0:1 (0:0) | keine                                                           | Korkmaz (69.), Hagi (78.)                                                             |
| Gruppenphase                     | 1. Oktober 1997    | AC Parma          | Stadio Ennio Tardini, Parma     | 0:2 (0:2) | keine                                                           | Buruk (83.)                                                                           |
| Gruppenphase                     | 22. Oktober 1997   | Sparta Prag       | Stadion Letná, Prag             | 0:3 (0:1) | keine                                                           | Kerimoğlu (17.), İnceefe (36.), Ünsal (62.), Davala (75.), İnceefe (38.), Ünsal (68.) |
| Gruppenphase                     | 5. November 1997   | Sparta Prag       | Ali Sami Yen Stadyumu, Istanbul | 2:0 (0:0) | 1:0 Kerimoğlu (58.), 2:0 Kerimoğlu (85.)                        | Akyel (1.), Hagi (26.)                                                                |
| Gruppenphase                     | 27. November 1997  | Borussia Dortmund | Westfalenstadion, Dortmund      | 1:4 (0:2) | 1:4 Penbe (87.)                                                 | Buruk (66.)                                                                           |
| Gruppenphase                     | 10. Dezember 1997  | AC Parma          | Ali Sami Yen Stadyumu, Istanbul | 1:1 (0:0) | 1:1 Ilie (51.)                                                  | Hagi (34.), Kerimoğlu (54.)                                                           |

### Cumhurbaşkanlığı Kupası
| Galatasaray Istanbul (Meister)                       | Galatasaray Istanbul (Meister) | Beşiktaş Istanbul (Pokalsieger) | Beşiktaş Istanbul (Pokalsieger) |
| ---------------------------------------------------- | --- | --- | ------------------------------- |
| Galatasaray Istanbul (Meister)                       | \| 15. Mai 1998 um 20:00 Uhr in Ankara (19 Mayıs Stadı) \| \| Ergebnis: 1:2 n. V. (1:1, 0:1) \| \| Schiedsrichter: Erol Ersoy \| \| Spielbericht \| | \| 15. Mai 1998 um 20:00 Uhr in Ankara (19 Mayıs Stadı) \| \| Ergebnis: 1:2 n. V. (1:1, 0:1) \| \| Schiedsrichter: Erol Ersoy \| \| Spielbericht \| | Beşiktaş Istanbul (Pokalsieger) |
| Galatasaray Istanbul (Meister)                       | Mehmet Bölükbaşı – Vedat İnceefe (74. ), Hakan Ünsal, Fatih Akyel – Ergün Penbe, Tugay Kerimoğlu , Okan Buruk, Osman Coşkun (77. ), Suat Kaya (46. ) – Arif Erdem, Hakan Şükür Ersatzbank: Volkan Kilimci, Feti Okuroğlu (74. ), Adnan İlgin, Bülent Korkmaz, Emre Belözoğlu (77. ), Mehmet Gönülaçar (46. ) Cheftrainer: Fatih Terim | Fevzi Tuncay – Slatko Jankow (60. ), Erkan Avseren, Rahim Zafer, Mutlu Topçu (76. ), Alpay Özalan – Mehmet Özdilek , Tayfur Havutçu, Yusuf Tokaç (70. ) – Daniel Amokachi, Ertuğrul Sağlam Ersatzbank: Hakan Çalışkan, Savaş Kaya, Yasin Sülün, Hikmet Çapanoğlu (60. ), Aydın Tuna, Serdar Topraktepe (75. ), Nihat Kahveci (68. ) Cheftrainer: John Toshack ( Wales) | Beşiktaş Istanbul (Pokalsieger) |
| Galatasaray Istanbul (Meister)                       | 1:1 Mehmet Gönülaçar (66. Penbe) | 0:1 Daniel Amokachi (12. Özdilek) 1:2 Nihat Kahveci (112.) | Beşiktaş Istanbul (Pokalsieger) |
| Galatasaray Istanbul (Meister)                       | Hasan Ünsal (20.), Okan Buruk (40.) | Erkan Avseren (44.), Ertuğrul Sağlam (55.), Hikmet Çapanoğlu (77.), Alpay Özalan (81.) | Beşiktaş Istanbul (Pokalsieger) |
| 15. Mai 1998 um 20:00 Uhr in Ankara (19 Mayıs Stadı) | | |                                 |
| Ergebnis: 1:2 n. V. (1:1, 0:1)                       | | |                                 |
| Schiedsrichter: Erol Ersoy                           | | |                                 |
| Spielbericht                                         | | |                                 |

### TSYD Kupası
| Datum         | Gegner              | Ort                             | Ergebnis  | Tor(e) für Galatasaray Istanbul                                                                 | Karte(n) für Galatasaray Istanbul                                   |
| ------------- | ------------------- | ------------------------------- | --------- | ----------------------------------------------------------------------------------------------- | ------------------------------------------------------------------- |
| 18. Juli 1997 | Beşiktaş Istanbul   | İnönü Stadı, Istanbul           | 6:0 (2:0) | 1:0 Ilie (18.), 2:0 Ilie (20.), 3:0 Ilie (51.), 4:0 Kaya (63.), 5:0 Ünsal (83.), 6:0 Kaya (89.) | Kaya (32.), Erdem (48.), İnceefe (66.), Belözoğlu (85.)             |
| 20. Juli 1997 | Fenerbahçe Istanbul | Ali Sami Yen Stadyumu, Istanbul | 4:2 (2:0) | 1:0 Hagi (26. Elfmeter), 2:0 Davala (39.), 3:0 Penbe (53.), 4:1 Ünsal (83.)                     | Hagi (17.), Akyel (61.), Filipescu (63.), Davala (63.), Akyel (89.) |

## Statistiken

### Teamstatistik
| Wettbewerb            | Punkte | daheim | daheim | daheim | daheim | daheim | auswärts | auswärts | auswärts | auswärts | auswärts | Gesamt | Gesamt | Gesamt | Gesamt | Gesamt | Tordifferenz |
| Wettbewerb            | Punkte | Sp     | G      | U      | N      | TV     | Sp       | G        | U        | N        | TV       | Sp     | G      | U      | N      | TV     | Tordifferenz |
| --------------------- | ------ | ------ | ------ | ------ | ------ | ------ | -------- | -------- | -------- | -------- | -------- | ------ | ------ | ------ | ------ | ------ | ------------ |
| 1. Lig                | 75     | 17     | 15     | 2      | 0      | 52:16  | 17       | 8        | 4        | 5        | 34:27    | 34     | 23     | 6      | 5      | 86:43  | +43          |
| Türkiye Kupası        | –      | 4      | 3      | 1      | 0      | 9:4    | 4        | 0        | 3        | 1        | 1:2      | 8      | 3      | 4      | 1      | 10:6   | +4           |
| UEFA Champions League | –      | 4      | 2      | 1      | 1      | 7:3    | 4        | 1        | 0        | 3        | 5:4      | 8      | 3      | 1      | 4      | 12:7   | +5           |
| Gesamt                | 75     | 25     | 20     | 4      | 1      | 68:23  | 25       | 9        | 7        | 9        | 40:33    | 50     | 29     | 11     | 10     | 108:56 | +52          |

### Saisonverlauf
| Spieltag | 1 | 2 | 3 | 4 | 5 | 6 | 7 | 8 | 9 | 10 | 11 | 12 | 13 | 14 | 15 | 16 | 17 | 18 | 19 | 20 | 21 | 22 | 23 | 24 | 25 | 26 | 27 | 28 | 29 | 30 | 31 | 32 | 33 | 34 |
| -------- | - | - | - | - | - | - | - | - | - | -- | -- | -- | -- | -- | -- | -- | -- | -- | -- | -- | -- | -- | -- | -- | -- | -- | -- | -- | -- | -- | -- | -- | -- | -- |
| Spielort | A | H | A | H | A | H | A | H | A | H  | A  | H  | A  | H  | A  | A  | H  | H  | A  | H  | A  | H  | A  | H  | A  | H  | A  | H  | A  | H  | A  | H  | H  | A  |
| Resultat | U | S | U | S | N | S | N | S | N | S  | S  | U  | S  | S  | S  | N  | S  | S  | N  | S  | S  | U  | S  | S  | S  | S  | U  | S  | U  | S  | S  | S  | S  | S  |
| Platz    | 9 | 3 | 7 | 3 | 6 | 5 | 6 | 4 | 7 | 5  | 4  | 6  | 4  | 3  | 2  | 4  | 3  | 3  | 4  | 3  | 2  | 3  | 2  | 1  | 1  | 1  | 2  | 1  | 2  | 1  | 1  | 1  | 1  | 1  |

Quelle: https://www.weltfussball.de/spielplan/tur-sueperlig-1997-1998
Legende: Spielort: H = Heim; A = Auswärts. Resultat: S = Sieg; U = Unentschieden; N = Niederlage

### Spielerstatistiken
| Spieler          | 1. Lig   | 1. Lig | 1. Lig      | 1. Lig     | Türkiye Kupası/Cumhurbaşkanlığı Kupası | Türkiye Kupası/Cumhurbaşkanlığı Kupası | Türkiye Kupası/Cumhurbaşkanlığı Kupası | Türkiye Kupası/Cumhurbaşkanlığı Kupası | UEFA Champions League | UEFA Champions League | UEFA Champions League | UEFA Champions League | TSYD Kupası | TSYD Kupası | TSYD Kupası | TSYD Kupası | Total    | Total | Total       | Total      |
| Spieler          | Einsätze | Tore   | Gelbe Karte | Rote Karte | Einsätze                               | Tore                                   | Gelbe Karte                            | Rote Karte                             | Einsätze              | Tore                  | Gelbe Karte           | Rote Karte            | Einsätze    | Tore        | Gelbe Karte | Rote Karte  | Einsätze | Tore  | Gelbe Karte | Rote Karte |
| ---------------- | -------- | ------ | ----------- | ---------- | -------------------------------------- | -------------------------------------- | -------------------------------------- | -------------------------------------- | --------------------- | --------------------- | --------------------- | --------------------- | ----------- | ----------- | ----------- | ----------- | -------- | ----- | ----------- | ---------- |
| Fatih Akyel      | 31       | 5      | 4           | 0          | 9                                      | 0                                      | 2                                      | 1                                      | 8                     | 1                     | 1                     | 0                     | 2           | 0           | 1           | 1           | 50       | 6     | 8           | 2          |
| Emre Belözoğlu   | 23       | 2      | 1           | 0          | 9                                      | 0                                      | 1                                      | 0                                      | 2                     | 0                     | 0                     | 0                     | 2           | 0           | 1           | 0           | 36       | 2     | 3           | 0          |
| Mehmet Bölükbaşı | 15       | 0      | 1           | 0          | 7                                      | 0                                      | 0                                      | 0                                      | 0                     | 0                     | 0                     | 0                     | 0           | 0           | 0           | 0           | 22       | 0     | 1           | 0          |
| Okan Buruk       | 24       | 5      | 4           | 0          | 9                                      | 1                                      | 4                                      | 0                                      | 2                     | 0                     | 2                     | 0                     | 0           | 0           | 0           | 0           | 35       | 6     | 10          | 0          |
| Osman Coşkun     | 14       | 1      | 0           | 0          | 6                                      | 0                                      | 0                                      | 0                                      | 4                     | 0                     | 0                     | 0                     | 2           | 0           | 0           | 0           | 26       | 1     | 0           | 0          |
| Ümit Davala      | 15       | 3      | 2           | 0          | 3                                      | 0                                      | 0                                      | 0                                      | 6                     | 0                     | 0                     | 0                     | 2           | 1           | 1           | 0           | 26       | 4     | 3           | 0          |
| Arif Erdem       | 33       | 9      | 6           | 0          | 8                                      | 2                                      | 0                                      | 0                                      | 8                     | 1                     | 1                     | 0                     | 2           | 0           | 1           | 0           | 51       | 12    | 8           | 0          |
| Ceyhun Eriş      | 1        | 0      | 0           | 0          | 0                                      | 0                                      | 0                                      | 0                                      | 0                     | 0                     | 0                     | 0                     | 2           | 0           | 0           | 0           | 3        | 0     | 0           | 0          |
| Iulian Filipescu | 24       | 1      | 3           | 1          | 5                                      | 0                                      | 2                                      | 0                                      | 5                     | 0                     | 0                     | 0                     | 2           | 0           | 1           | 0           | 36       | 1     | 6           | 1          |
| Mehmet Gönülaçar | 11       | 1      | 1           | 0          | 3                                      | 2                                      | 1                                      | 0                                      | 1                     | 0                     | 0                     | 0                     | 0           | 0           | 0           | 0           | 15       | 3     | 2           | 0          |
| Gheorghe Hagi    | 30       | 8      | 5           | 0          | 6                                      | 0                                      | 3                                      | 0                                      | 6                     | 0                     | 3                     | 0                     | 1           | 1           | 1           | 0           | 43       | 9     | 12          | 0          |
| Adnan İlgin      | 1        | 0      | 0           | 0          | 0                                      | 0                                      | 0                                      | 0                                      | 1                     | 0                     | 0                     | 0                     | 2           | 0           | 0           | 0           | 4        | 0     | 0           | 0          |
| Adrian Ilie      | 12       | 6      | 2           | 0          | 0                                      | 0                                      | 0                                      | 0                                      | 7                     | 5                     | 1                     | 0                     | 1           | 3           | 0           | 0           | 20       | 14    | 3           | 0          |
| Vedat İnceefe    | 8        | 0      | 1           | 1          | 2                                      | 0                                      | 1                                      | 0                                      | 3                     | 0                     | 1                     | 1                     | 2           | 0           | 1           | 0           | 15       | 0     | 4           | 2          |
| Suat Kaya        | 21       | 2      | 3           | 1          | 6                                      | 1                                      | 1                                      | 0                                      | 2                     | 1                     | 0                     | 0                     | 2           | 2           | 2           | 0           | 31       | 6     | 6           | 1          |
| Tugay Kerimoğlu  | 30       | 2      | 9           | 0          | 8                                      | 1                                      | 3                                      | 0                                      | 8                     | 2                     | 2                     | 0                     | 2           | 0           | 0           | 0           | 48       | 5     | 14          | 0          |
| Volkan Kilimci   | 20       | 0      | 1           | 0          | 2                                      | 0                                      | 0                                      | 0                                      | 8                     | 0                     | 0                     | 0                     | 2           | 0           | 0           | 0           | 32       | 0     | 1           | 0          |
| Bülent Korkmaz   | 29       | 1      | 5           | 0          | 7                                      | 0                                      | 0                                      | 0                                      | 8                     | 0                     | 1                     | 0                     | 1           | 0           | 0           | 0           | 45       | 1     | 6           | 0          |
| Ion Ionuț Luțu   | 3        | 0      | 0           | 0          | 2                                      | 0                                      | 1                                      | 0                                      | 0                     | 0                     | 0                     | 0                     | 0           | 0           | 0           | 0           | 5        | 0     | 1           | 0          |
| Feti Okuroğlu    | 5        | 0      | 1           | 0          | 3                                      | 0                                      | 0                                      | 0                                      | 1                     | 0                     | 0                     | 0                     | 0           | 0           | 0           | 0           | 9        | 0     | 1           | 0          |
| Ergün Penbe      | 27       | 1      | 1           | 0          | 6                                      | 0                                      | 0                                      | 0                                      | 8                     | 1                     | 0                     | 0                     | 2           | 1           | 0           | 0           | 43       | 3     | 1           | 0          |
| Gheorghe Popescu | 32       | 2      | 3           | 1          | 8                                      | 2                                      | 2                                      | 0                                      | 8                     | 0                     | 0                     | 0                     | 0           | 0           | 0           | 0           | 48       | 4     | 5           | 1          |
| Hakan Şükür      | 34       | 32     | 3           | 0          | 9                                      | 2                                      | 1                                      | 0                                      | 7                     | 0                     | 0                     | 0                     | 0           | 0           | 0           | 0           | 50       | 34    | 4           | 0          |
| Hakan Ünsal      | 27       | 3      | 3           | 0          | 6                                      | 0                                      | 3                                      | 0                                      | 5                     | 0                     | 2                     | 1                     | 2           | 2           | 0           | 0           | 40       | 5     | 8           | 1          |